# Warriewood, New South Wales
Warriewood este o suburbie în Sydney, Australia.